# Pest
|  | No s'ha de confondre amb Pest (ciutat). |

Pest és una província (megye) de la zona central d'Hongria. Posseeix una superfície de 6.394 km² i una població d'1.077.300 persones (2003). La ciutat de Budapest es troba envoltada per la província de Pest. Limita amb Eslovàquia i amb les províncies hongareses de Nógrád, Heves, Jász-Nagykun-Szolnok, Bács-Kiskun, Fejér i Komárom-Esztergom. El riu Danubi travessa la província. La capital de la província de Pest és Budapest.

## Galeria

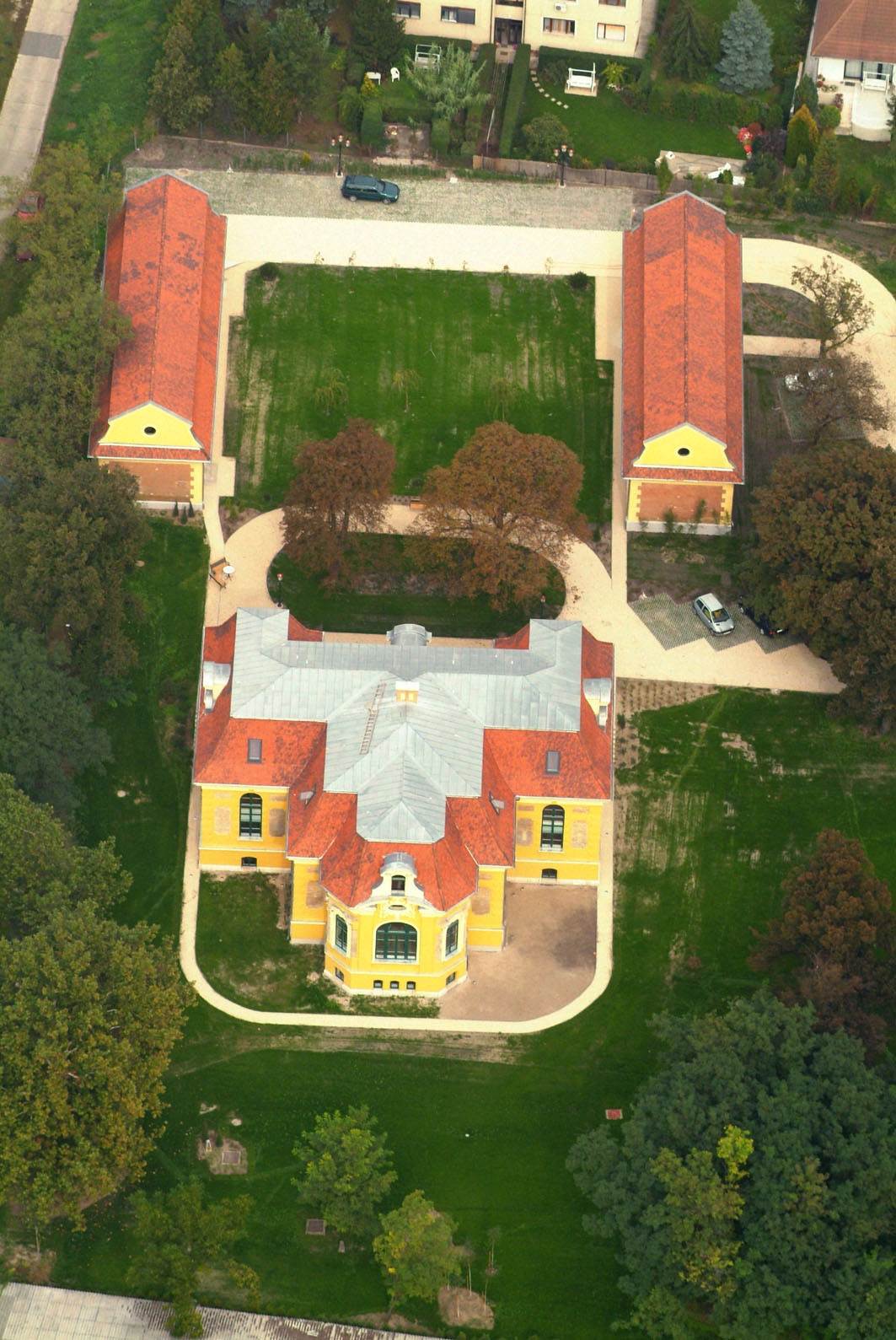
Palau Halásztelek
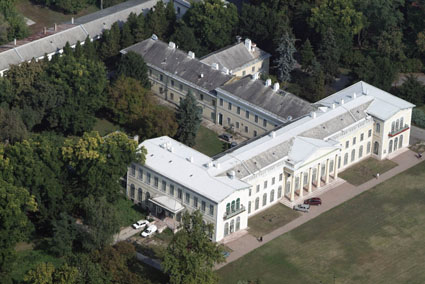
Palau Fót
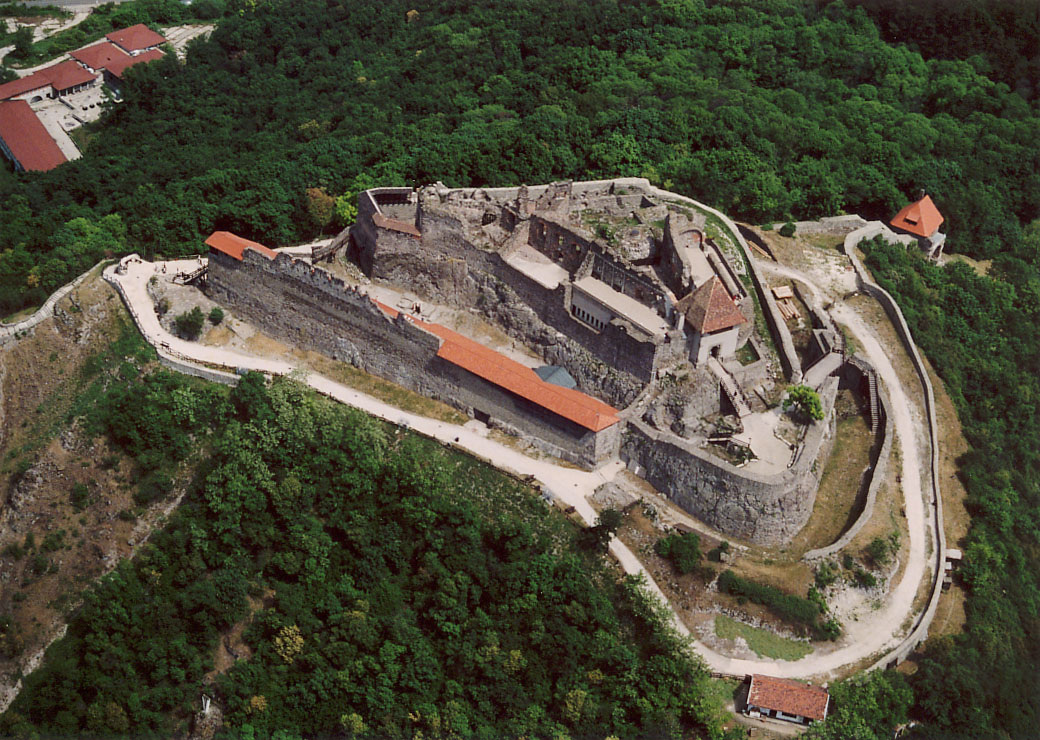
Castell superior de Visegrád
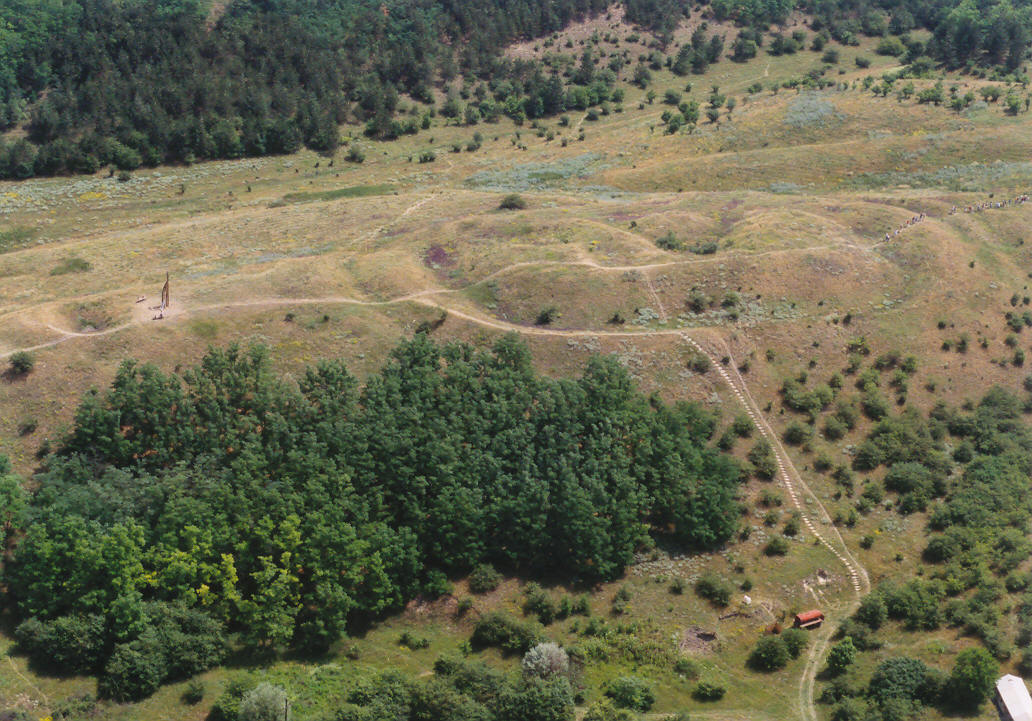
Galgahévíz - Szentandráspart
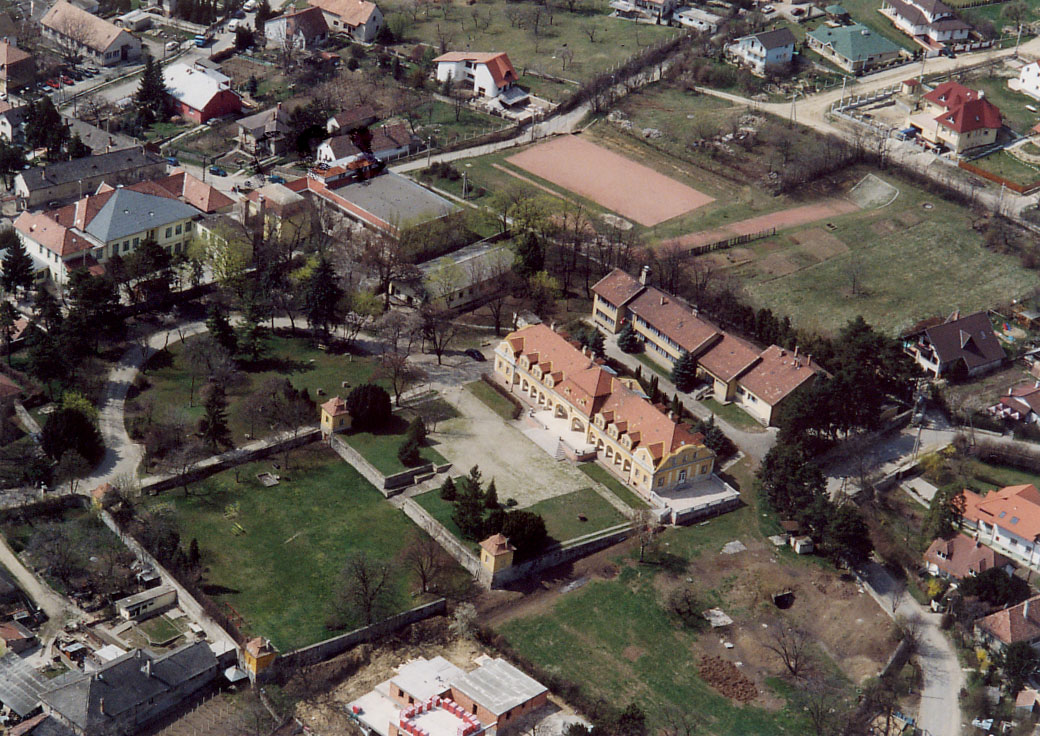
Palau de Pomáz
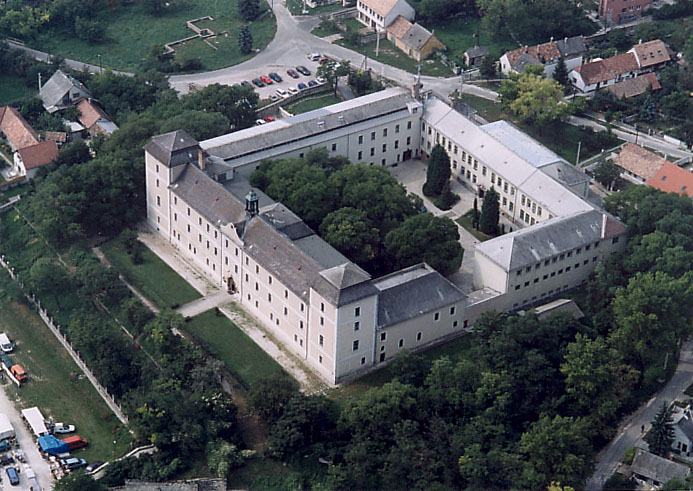
Palau de Zsámbék
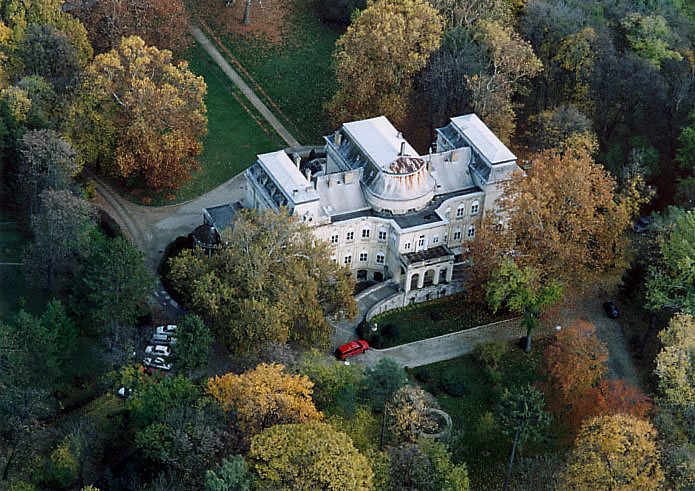
Palau de Tóalmás
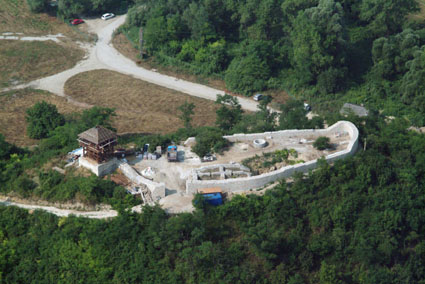
Castell de Solymár